# Köpings distrikt, Öland
Köpings distrikt är ett distrikt i Borgholms kommun och Kalmar län på centrala Öland. 
Distriktet ligger på Ölands västkust öster om Borgholm. 

## Tidigare administrativ tillhörighet
Distriktet inrättades 2016 och utgörs av en del av det område som Borgholms stad omfattade före 1971, delen  som utgjorde Köpings socken före 1969.
Området motsvarar den omfattning Köpings församling hade vid årsskiftet 1999/2000.